# Acytolepis georgi
Acytolepis georgi är en fjärilsart som beskrevs av Hans Fruhstorfer 1910. Acytolepis georgi ingår i släktet Acytolepis och familjen juvelvingar. Inga underarter finns listade i Catalogue of Life.